# Alto Médio Canindé
Alto Médio Canindé is een van de 15 microregio's van de Braziliaanse deelstaat Piauí. Zij ligt in de mesoregio Sudeste Piauiense en grenst aan de microregio's Araripina (PE), Chapada do Araripe (CE), Floriano, Juazeiro (BA), Petrolina (PE), Picos, Pio IX en São Raimundo Nonato. De microregio heeft een oppervlakte van ca. 31.240 km². In 2006 werd het inwoneraantal geschat op 252.970.
41 gemeenten behoren tot deze microregio:
- Acauã
- Bela Vista do Piauí
- Belém do Piauí
- Betânia do Piauí
- Caldeirão Grande do Piauí
- Campinas do Piauí
- Campo Alegre do Fidalgo
- Campo Grande do Piauí
- Capitão Gervásio Oliveira
- Caridade do Piauí
- Conceição do Canindé
- Curral Novo do Piauí
- Floresta do Piauí
- Francisco Macedo
- Fronteiras
- Isaías Coelho
- Itainópolis
- Jacobina do Piauí
- Jaicós
- João Costa
- Lagoa do Barro do Piauí
- Marcolândia
- Massapê do Piauí
- Nova Santa Rita
- Padre Marcos
- Paes Landim
- Patos do Piauí
- Paulistana
- Pedro Laurentino
- Queimada Nova
- Ribeira do Piauí
- Santo Inácio do Piauí
- São Francisco de Assis do Piauí
- São João do Piauí
- São Julião
- Simplício Mendes
- Simões
- Socorro do Piauí
- Sussuapara
- Vera Mendes
- Vila Nova do Piauí

Mesoregio's: Centro-Norte Piauiense · Norte Piauiense · Sudeste Piauiense · Sudoeste Piauiense

Microregio's: Alto Médio Canindé · Alto Médio Gurguéia · Alto Parnaíba Piauiense · Baixo Parnaíba Piauiense · Bertolínia · Campo Maior · Chapadas do Extremo Sul Piauiense · Floriano · Litoral Piauiense · Médio Parnaíba Piauiense · Picos · Pio IX · São Raimundo Nonato · Teresina · Valença do Piauí